# Debarca
Debarca (makedonsky Дебарца) je opština v Jihozápadním regionu v Severní Makedonii. Centrem opštiny je vesnice Belčišta. Nachází se zde letiště „Sv. Apostol Pavle“ Ohrid, které je druhým nejvýznamnějším mezinárodním letištěm v zemi.

## Geografie
Opština sousedí na severovýchodě s opštinou Kičevo, na východě s opštinou Demir Hisar, na jihu s opštinou Ochrid a na západě s opštinou Struga.
V opštině se nachází stejnojmenné údolí Debarca, část povodí řeky Sateska, která se vlévá do Ochridského jezera a patří do odtokové pánve.
Většina vesnic leží na východě mezi horami Karaorman a Ilinska.
Centrem opštiny je vesnice Belčišta a pod ni spadá dalších 30 vesnic:
| Vesnice          | Počet obyvatel |
| ---------------- | -------------- |
| Arbinovo         | 26             |
| Botun            | 227            |
| Brežani          | 31             |
| Crvena Voda      | 23             |
| Dolno Sredorečie | 57             |
| Godivje          | 92             |
| Gorenci          | 316            |
| Gorno Sredorečie | 14             |
| Grko Pole        | 30             |
| Izdeglavje       | 136            |
| Klimeštani       | 57             |
| Laktinje         | 82             |
| Lešani           | 484            |
| Mešeišta         | 779            |
| Mramorec         | 8              |
| Novo Selo        | 68             |
| Orovnik          | 440            |
| Ozdoleni         | 47             |
| Pesočani         | 95             |
| Slatino          | 161            |
| Slatinski Čiflik | 11             |
| Slivovo          | 16             |
| Sošani           | 15             |
| Trebeništa       | 513            |
| Turja            | 17             |
| Velmej           | 511            |
| Volino           | 462            |
| Vrbjani          | 58             |
| Zlesti           | 294            |

Historická místa: Alistrati, Smoleni

## Demografie
Podle posledního sčítání lidu z roku 2021 žije v opštině 3 719 obyvatel. Etnickými skupinami jsou:
- Makedonci - 3 330 (89,54 %)
- Albánci - 59 (1,59 %)
- Turci - 2 (0,05 %)
- ostatní a neuvedeno - 328 (8,82 %)